# 维吉麦

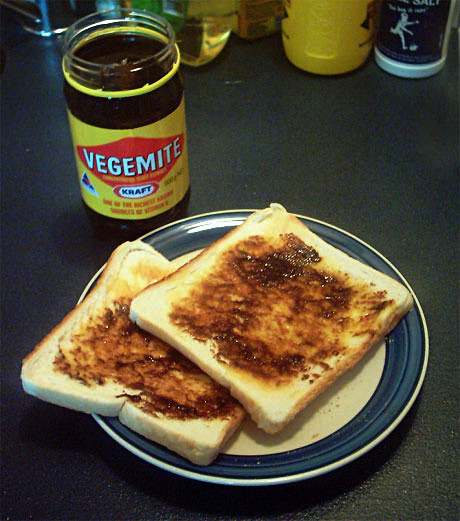
Vegemite和涂过Vegemite的烤面包

维吉麦（英語：Vegemite，/ˈvɛdʒəˌmaɪt/、/-dʒi-/）是一种深棕色的澳洲食物酱，由酿酒业的副产品酵母抽提物经加工而得到，一般用于涂在三明治、烤面包、烤面饼和蘇打饼上食用（通常先涂一层奶油或植物奶油再涂Vegemite）。Vegemite味道极鹹，并微有苦味，其中富含维生素B群，特别是硫胺、核黄素、烟酸和叶酸。从成分上讲，它与英国、新西兰和南非的馬麥醬，以及瑞士的Cenovis有些相似。
Vegemite幾乎是澳洲饮食文化最著名的象征，它於1922年由澳大利亚食物技术学家西里尔·卡利斯特研制出，至今已有80余年历史。1954年智威汤逊为推销Vegemite而制作的广告语「We're happy little Vegemites」更是朗朗上口，使Vegemite成为澳洲家喻户晓的食品。在澳洲甚至有“要做地道的澳洲人一定要吃Vegemite”的说法。

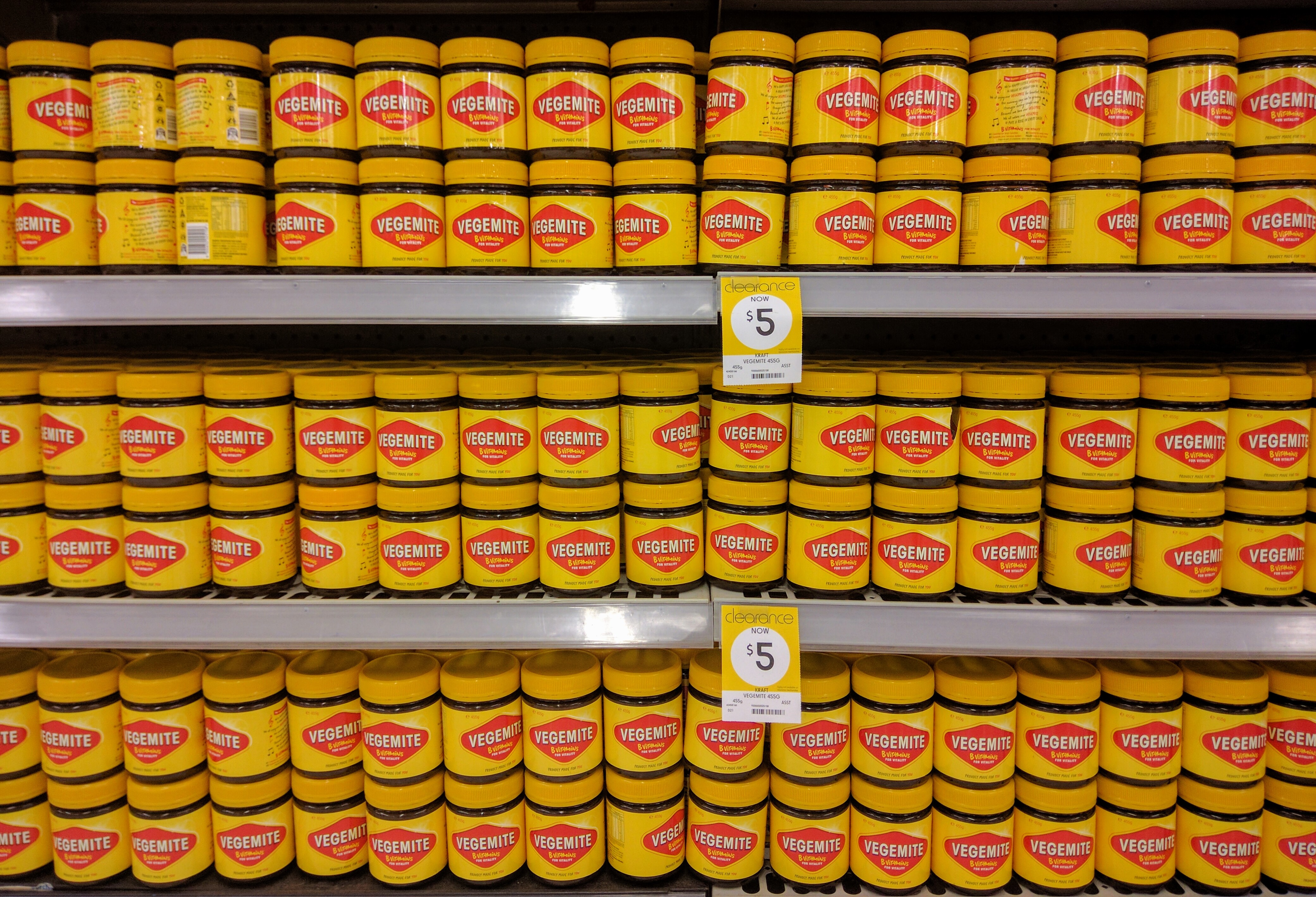
货架上的Vegemite

## 历史

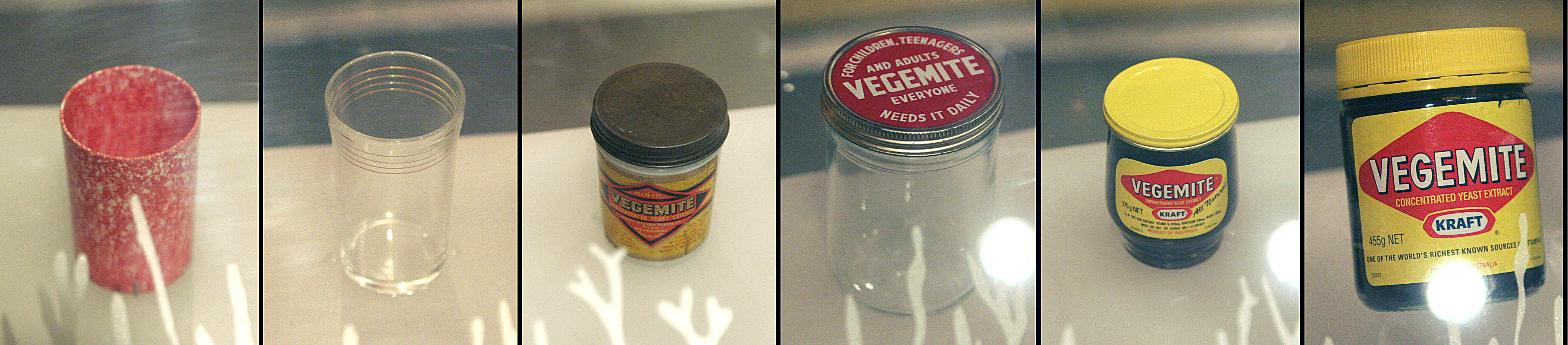
历年Vegemite包装

1919年，在第一次世界大战后英国进口通道中断之后，弗雷德沃克的雇主、澳大利亚公司Fred Walker & Co.给了他一项任务，即用啤酒厂倾倒的用过的废物开发一种涂抹酱。Vegemite同年在澳大利亚注册为商标。弗雷德沃克使用自溶法分解从Carlton & United 啤酒厂获得的废物中的酵母细胞。其浓缩为澄清液体提取物，之后与盐、芹菜和洋葱提取物混合，形成了粘稠的黑色糊状物。
在为新研发的酱料寻找一个名字的问题上，弗雷德沃克的女儿希拉选择了“Vegemite”这个名字。Vegemite于1923年首次出现在市场上，广告中强调Vegemite对儿童健康的价值，但卖得不好。面对来自竞争对手Marmite的日益激烈的竞争，从1928年到1935年，该产品被重新命名为“Parwill”，以利用广告口号“Marmite but Parwill”，这是对新名称及其竞争对手名称的双关语(Parwill是Marmite的爸爸)。这次扩大市场份额的尝试没有成功，名称被改回Vegemite，但并没有挽回失去的市场份额。

### 商业成功
1925年沃克与JL Kraft & Bros成立了Kraft Walker Cheese Co.作为合资公司，以销售加工奶酪，在对Vegemite改名失败后，1935年他利用Kraft Walker奶酪的成功推广Vegemite。在为期两年的促销活动中，购物Vegemite免费赠送Kraft Walker奶酪产品（可兑换优惠券），随后举行诗歌比赛，提供进口美国庞蒂亚克汽车作为奖品。1939年，英国医学协会正式认可Vegemite为维生素B的丰富来源. 二战期间在澳大利亚军队进行配给，Vegemite被包括在澳大利亚军队的口粮中，到1940年代后期，澳大利亚十分之九的家庭都使用了Vegemite。
1984年4月，一罐115克（4.1 盎司）的Vegemite成为澳大利亚第一个在结账时使用电子扫描条形码的产品。
Vegemite在澳大利亚的墨尔本港制造工厂生产，该工厂每年生产超过2200万罐。与弗雷德沃克的原始配方几乎没有变化，Vegemite现在在澳大利亚的销量远远超过Marmite和其他类似的涂抹酱。第十亿罐Vegemite于2008年10月生产。
Vegemite也在新西兰生产了50多年，但截至2006年8月，新西兰的生产已经停止。
Vegemite品牌由Mondelez International（前身为Kraft Foods Inc.卡夫食品)拥有，直到2017年1月，在Bega收购Mondelez的大部分股权后，它被澳大利亚Bega Cheese集团以4.6亿美元的价格收购了澳大利亚的全部所有权，以及国际与澳大利亚和新西兰业务。

## 延伸閱讀
- Jamie Callister with Rod Howard (2011, 2012) The man who invented Vegemite: The true story behind an Australian icon Millers Point, N.S.W.: Pier 9. ISBN 978-1742668567

## 外部連結
- YouTube上的"We're happy little Vegemites"广告片 （页面存档备份，存于）
- Vegemite.com.au